# Svetovno prvenstvo v hokeju na ledu 1969
Svetovno prvenstvo v hokeju na ledu 1969 je bilo šestintrideseto Svetovno prvenstvo v hokeju na ledu. Potekalo je med 24. februarjem in 30. marcem 1969 v Stockholmu, Švedska (skupina A), ljubljanski dvorani Hala Tivoli (skupina B) in Skopju (skupina C), Jugoslavija. Zlato medaljo je osvojila sovjetska reprezentanca, srebrno švedska, bronasto pa češkoslovaška, v konkurenci dvajsetih reprezentanc, devetič tudi jugoslovanske, ki je osvojila deveto mesto.

## Dobitniki medalj
| Zlato | Srebro | Bron |
| Sovjetska zvezaViktor Zinger Viktor Pučkov Vitalij Davidov Igor Romiševski Aleksander Ragulin Vladimir Lutčenko Jevgenij Paladjev Viktor Kuzkin Jevgenij Zimin Vjačeslav Staršinov Aleksander Jakušev Vladimir Vikulov Aleksander Malcev Anatolij Firsov Boris Mihajlov Vladimir Petrov Valerij Harlamov Vladimir Jurzinov Jevgenij Mišakov | ŠvedskaLeif Holmqvist Gunnar Bäckman Arne Carlsson Nils Johansson Kjell-Rune Milton Bert-Ola Nordlander Lars-Erik Sjöberg Lennart Svedberg Mats Hysing Stig-Göran Johansson Stefan Karlsson Tord Lundström Lars-Göran Nilsson Roger Olsson Björn Palmqvist Ulf Sterner Dick Yderström Håkan Nygren | ČeškoslovaškaVladimír Dzurilla Miroslav Lacký Jan Suchý Josef Horešovský Oldřich Machač František Pospíšil Vladimír Bednář František Ševčík Jozef Golonka Jaroslav Jiřík Jan Hrbatý Jaroslav Holík Jiří Holík Richard Farda Václav Nedomanský Josef Černý Jan Klapáč Jan Havel Josef Augusta |

## Tekme

### Skupina A
| 15. marec 1969 | Češkoslovaška | 6:1 | Kanada | Stockholm, Švedska |

| Poročilo tekme      | Poročilo tekme | Poročilo tekme | Poročilo tekme | Poročilo tekme |
| ------------------- | -------------- | -------------- | -------------- | -------------- |
| Začetek: ni podatka |                |                |                |                |

| 15. marec 1969 | Švedska | 6:3 | Finska | Stockholm, Švedska |

| Poročilo tekme      | Poročilo tekme | Poročilo tekme | Poročilo tekme | Poročilo tekme |
| ------------------- | -------------- | -------------- | -------------- | -------------- |
| Začetek: ni podatka |                |                |                |                |

| 15. marec 1969 | Sovjetska zveza | 17:2 | ZDA | Stockholm, Švedska |

| Poročilo tekme      | Poročilo tekme | Poročilo tekme | Poročilo tekme | Poročilo tekme |
| ------------------- | -------------- | -------------- | -------------- | -------------- |
| Začetek: ni podatka |                |                |                |                |

| 16. marec 1969 | Kanada | 5:1 | Finska | Stockholm, Švedska |

| Poročilo tekme      | Poročilo tekme | Poročilo tekme | Poročilo tekme | Poročilo tekme |
| ------------------- | -------------- | -------------- | -------------- | -------------- |
| Začetek: ni podatka |                |                |                |                |

| 16. marec 1969 | Švedska | 2:4 | Sovjetska zveza | Stockholm, Švedska |

| Poročilo tekme      | Poročilo tekme | Poročilo tekme | Poročilo tekme | Poročilo tekme |
| ------------------- | -------------- | -------------- | -------------- | -------------- |
| Začetek: ni podatka |                |                |                |                |

| 16. marec 1969 | Češkoslovaška | 8:3 | ZDA | Stockholm, Švedska |

| Poročilo tekme      | Poročilo tekme | Poročilo tekme | Poročilo tekme | Poročilo tekme |
| ------------------- | -------------- | -------------- | -------------- | -------------- |
| Začetek: ni podatka |                |                |                |                |

| 18. marec 1969 | Češkoslovaška | 7:4 | Finska | Stockholm, Švedska |

| Poročilo tekme      | Poročilo tekme | Poročilo tekme | Poročilo tekme | Poročilo tekme |
| ------------------- | -------------- | -------------- | -------------- | -------------- |
| Začetek: ni podatka |                |                |                |                |

| 18. marec 1969 | Švedska | 8:2 | ZDA | Stockholm, Švedska |

| Poročilo tekme      | Poročilo tekme | Poročilo tekme | Poročilo tekme | Poročilo tekme |
| ------------------- | -------------- | -------------- | -------------- | -------------- |
| Začetek: ni podatka |                |                |                |                |

| 18. marec 1969 | Sovjetska zveza | 7:1 | Kanada | Stockholm, Švedska |

| Poročilo tekme      | Poročilo tekme | Poročilo tekme | Poročilo tekme | Poročilo tekme |
| ------------------- | -------------- | -------------- | -------------- | -------------- |
| Začetek: ni podatka |                |                |                |                |

| 19. marec 1969 | Sovjetska zveza | 6:1 | Finska | Stockholm, Švedska |

| Poročilo tekme      | Poročilo tekme | Poročilo tekme | Poročilo tekme | Poročilo tekme |
| ------------------- | -------------- | -------------- | -------------- | -------------- |
| Začetek: ni podatka |                |                |                |                |

| 19. marec 1969 | Švedska | 2:0 | Češkoslovaška | Stockholm, Švedska |

| Poročilo tekme      | Poročilo tekme | Poročilo tekme | Poročilo tekme | Poročilo tekme |
| ------------------- | -------------- | -------------- | -------------- | -------------- |
| Začetek: ni podatka |                |                |                |                |

| 20. marec 1969 | Kanada | 5:0 | ZDA | Stockholm, Švedska |

| Poročilo tekme      | Poročilo tekme | Poročilo tekme | Poročilo tekme | Poročilo tekme |
| ------------------- | -------------- | -------------- | -------------- | -------------- |
| Začetek: ni podatka |                |                |                |                |

| 21. marec 1969 | Švedska | 5:1 | Kanada | Stockholm, Švedska |

| Poročilo tekme      | Poročilo tekme | Poročilo tekme | Poročilo tekme | Poročilo tekme |
| ------------------- | -------------- | -------------- | -------------- | -------------- |
| Začetek: ni podatka |                |                |                |                |

| 21. marec 1969 | Sovjetska zveza | 0:2 | Češkoslovaška | Stockholm, Švedska |

| Poročilo tekme      | Poročilo tekme | Poročilo tekme | Poročilo tekme | Poročilo tekme |
| ------------------- | -------------- | -------------- | -------------- | -------------- |
| Začetek: ni podatka |                |                |                |                |

| 22. marec 1969 | Finska | 4:3 | ZDA | Stockholm, Švedska |

| Poročilo tekme      | Poročilo tekme | Poročilo tekme | Poročilo tekme | Poročilo tekme |
| ------------------- | -------------- | -------------- | -------------- | -------------- |
| Začetek: ni podatka |                |                |                |                |

| 23. marec 1969 | Sovjetska zveza | 8:4 | ZDA | Stockholm, Švedska |

| Poročilo tekme      | Poročilo tekme | Poročilo tekme | Poročilo tekme | Poročilo tekme |
| ------------------- | -------------- | -------------- | -------------- | -------------- |
| Začetek: ni podatka |                |                |                |                |

| 23. marec 1969 | Švedska | 5:0 | Finska | Stockholm, Švedska |

| Poročilo tekme      | Poročilo tekme | Poročilo tekme | Poročilo tekme | Poročilo tekme |
| ------------------- | -------------- | -------------- | -------------- | -------------- |
| Začetek: ni podatka |                |                |                |                |

| 23. marec 1969 | Češkoslovaška | 3:2 | Kanada | Stockholm, Švedska |

| Poročilo tekme      | Poročilo tekme | Poročilo tekme | Poročilo tekme | Poročilo tekme |
| ------------------- | -------------- | -------------- | -------------- | -------------- |
| Začetek: ni podatka |                |                |                |                |

| 24. marec 1969 | Švedska | 2:3 | Sovjetska zveza | Stockholm, Švedska |

| Poročilo tekme      | Poročilo tekme | Poročilo tekme | Poročilo tekme | Poročilo tekme |
| ------------------- | -------------- | -------------- | -------------- | -------------- |
| Začetek: ni podatka |                |                |                |                |

| 25. marec 1969 | Češkoslovaška | 4:2 | Finska | Stockholm, Švedska |

| Poročilo tekme      | Poročilo tekme | Poročilo tekme | Poročilo tekme | Poročilo tekme |
| ------------------- | -------------- | -------------- | -------------- | -------------- |
| Začetek: ni podatka |                |                |                |                |

| 25. marec 1969 | Kanada | 1:0 | ZDA | Stockholm, Švedska |

| Poročilo tekme      | Poročilo tekme | Poročilo tekme | Poročilo tekme | Poročilo tekme |
| ------------------- | -------------- | -------------- | -------------- | -------------- |
| Začetek: ni podatka |                |                |                |                |

| 26. marec 1969 | Sovjetska zveza | 7:3 | Finska | Stockholm, Švedska |

| Poročilo tekme      | Poročilo tekme | Poročilo tekme | Poročilo tekme | Poročilo tekme |
| ------------------- | -------------- | -------------- | -------------- | -------------- |
| Začetek: ni podatka |                |                |                |                |

| 26. marec 1969 | Češkoslovaška | 6:2 | ZDA | Stockholm, Švedska |

| Poročilo tekme      | Poročilo tekme | Poročilo tekme | Poročilo tekme | Poročilo tekme |
| ------------------- | -------------- | -------------- | -------------- | -------------- |
| Začetek: ni podatka |                |                |                |                |

| 27. marec 1969 | Švedska | 4:2 | Kanada | Stockholm, Švedska |

| Poročilo tekme      | Poročilo tekme | Poročilo tekme | Poročilo tekme | Poročilo tekme |
| ------------------- | -------------- | -------------- | -------------- | -------------- |
| Začetek: ni podatka |                |                |                |                |

| 28. marec 1969 | Sovjetska zveza | 3:4 | Češkoslovaška | Stockholm, Švedska |

| Poročilo tekme      | Poročilo tekme | Poročilo tekme | Poročilo tekme | Poročilo tekme |
| ------------------- | -------------- | -------------- | -------------- | -------------- |
| Začetek: ni podatka |                |                |                |                |

| 29. marec 1969 | Kanada | 6:1 | Finska | Stockholm, Švedska |

| Poročilo tekme      | Poročilo tekme | Poročilo tekme | Poročilo tekme | Poročilo tekme |
| ------------------- | -------------- | -------------- | -------------- | -------------- |
| Začetek: ni podatka |                |                |                |                |

| 29. marec 1969 | Švedska | 10:4 | ZDA | Stockholm, Švedska |

| Poročilo tekme      | Poročilo tekme | Poročilo tekme | Poročilo tekme | Poročilo tekme |
| ------------------- | -------------- | -------------- | -------------- | -------------- |
| Začetek: ni podatka |                |                |                |                |

| 30. marec 1969 | Finska | 7:3 | ZDA | Stockholm, Švedska |

| Poročilo tekme      | Poročilo tekme | Poročilo tekme | Poročilo tekme | Poročilo tekme |
| ------------------- | -------------- | -------------- | -------------- | -------------- |
| Začetek: ni podatka |                |                |                |                |

| 30. marec 1969 | Švedska | 1:0 | Češkoslovaška | Stockholm, Švedska |

| Poročilo tekme      | Poročilo tekme | Poročilo tekme | Poročilo tekme | Poročilo tekme |
| ------------------- | -------------- | -------------- | -------------- | -------------- |
| Začetek: ni podatka |                |                |                |                |

| 30. marec 1969 | Sovjetska zveza | 4:2 | Kanada | Stockholm, Švedska |

| Poročilo tekme      | Poročilo tekme | Poročilo tekme | Poročilo tekme | Poročilo tekme |
| ------------------- | -------------- | -------------- | -------------- | -------------- |
| Začetek: ni podatka |                |                |                |                |

#### Lestvica
OT-odigrane tekme, z-zmage, n-neodločeni izidi, P-porazi, DG-doseženo goli, PG-prejeti goli, GR-gol razlika, T-točke.
| # | Reprezentanca   | OT | Z | N | P  | DG | PG | GR  | T  |
| - | --------------- | -- | - | - | -- | -- | -- | --- | -- |
| 1 | Sovjetska zveza | 10 | 8 | 0 | 2  | 59 | 23 | +36 | 16 |
| 2 | Švedska         | 10 | 8 | 0 | 2  | 45 | 19 | +26 | 16 |
| 3 | Češkoslovaška   | 10 | 8 | 0 | 2  | 40 | 20 | +20 | 16 |
| 4 | Kanada          | 10 | 4 | 0 | 6  | 26 | 31 | -5  | 8  |
| 5 | Finska          | 10 | 2 | 0 | 8  | 26 | 52 | -26 | 4  |
| 6 | ZDA             | 10 | 0 | 0 | 10 | 23 | 74 | -51 | 0  |

- Ameriška reprezentanca je izpadla v skupino B.

### Skupina B
| 28. februar 1969 | Poljska | 4:2 | Romunija | Hala Tivoli, Ljubljana |

| Poročilo tekme      | Poročilo tekme | Poročilo tekme | Poročilo tekme | Poročilo tekme |
| ------------------- | -------------- | -------------- | -------------- | -------------- |
| Začetek: ni podatka |                |                |                |                |

| 28. februar 1969 | Vzhodna Nemčija | 11:1 | Italija | Hala Tivoli, Ljubljana |

| Poročilo tekme      | Poročilo tekme | Poročilo tekme | Poročilo tekme | Poročilo tekme |
| ------------------- | -------------- | -------------- | -------------- | -------------- |
| Začetek: ni podatka |                |                |                |                |

| 28. februar 1969 | Norveška | 3:3 | Avstrija | Hala Tivoli, Ljubljana |

| Poročilo tekme      | Poročilo tekme | Poročilo tekme | Poročilo tekme | Poročilo tekme |
| ------------------- | -------------- | -------------- | -------------- | -------------- |
| Začetek: ni podatka |                |                |                |                |

| 28. februar 1969 | Jugoslavija | 4:1 | Zahodna Nemčija | Hala Tivoli, Ljubljana |

| Poročilo tekme      | Poročilo tekme | Poročilo tekme | Poročilo tekme | Poročilo tekme |
| ------------------- | -------------- | -------------- | -------------- | -------------- |
| Začetek: ni podatka |                |                |                |                |

| 1. marec 1969 | Vzhodna Nemčija | 13:4 | Norveška | Hala Tivoli, Ljubljana |

| Poročilo tekme      | Poročilo tekme | Poročilo tekme | Poročilo tekme | Poročilo tekme |
| ------------------- | -------------- | -------------- | -------------- | -------------- |
| Začetek: ni podatka |                |                |                |                |

| 1. marec 1969 | Zahodna Nemčija | 6:2 | Romunija | Hala Tivoli, Ljubljana |

| Poročilo tekme      | Poročilo tekme | Poročilo tekme | Poročilo tekme | Poročilo tekme |
| ------------------- | -------------- | -------------- | -------------- | -------------- |
| Začetek: ni podatka |                |                |                |                |

| 2. marec 1969 | Jugoslavija | 2:1 | Italija | Hala Tivoli, Ljubljana |

| Poročilo tekme      | Poročilo tekme | Poročilo tekme | Poročilo tekme | Poročilo tekme |
| ------------------- | -------------- | -------------- | -------------- | -------------- |
| Začetek: ni podatka |                |                |                |                |

| 2. marec 1969 | Poljska | 9:1 | Avstrija | Hala Tivoli, Ljubljana |

| Poročilo tekme      | Poročilo tekme | Poročilo tekme | Poročilo tekme | Poročilo tekme |
| ------------------- | -------------- | -------------- | -------------- | -------------- |
| Začetek: ni podatka |                |                |                |                |

| 3. marec 1969 | Vzhodna Nemčija | 11:2 | Romunija | Hala Tivoli, Ljubljana |

| Poročilo tekme      | Poročilo tekme | Poročilo tekme | Poročilo tekme | Poročilo tekme |
| ------------------- | -------------- | -------------- | -------------- | -------------- |
| Začetek: ni podatka |                |                |                |                |

| 3. marec 1969 | Zahodna Nemčija | 5:0 | Norveška | Hala Tivoli, Ljubljana |

| Poročilo tekme      | Poročilo tekme | Poročilo tekme | Poročilo tekme | Poročilo tekme |
| ------------------- | -------------- | -------------- | -------------- | -------------- |
| Začetek: ni podatka |                |                |                |                |

| 3. marec 1969 | Poljska | 5:2 | Italija | Hala Tivoli, Ljubljana |

| Poročilo tekme      | Poročilo tekme | Poročilo tekme | Poročilo tekme | Poročilo tekme |
| ------------------- | -------------- | -------------- | -------------- | -------------- |
| Začetek: ni podatka |                |                |                |                |

| 3. marec 1969 | Jugoslavija | 2:1 | Avstrija | Hala Tivoli, Ljubljana |

| Poročilo tekme      | Poročilo tekme | Poročilo tekme | Poročilo tekme | Poročilo tekme |
| ------------------- | -------------- | -------------- | -------------- | -------------- |
| Začetek: ni podatka |                |                |                |                |

| 4. marec 1969 | Norveška | 5:4 | Romunija | Hala Tivoli, Ljubljana |

| Poročilo tekme      | Poročilo tekme | Poročilo tekme | Poročilo tekme | Poročilo tekme |
| ------------------- | -------------- | -------------- | -------------- | -------------- |
| Začetek: ni podatka |                |                |                |                |

| 4. marec 1969 | Zahodna Nemčija | 1:6 | Vzhodna Nemčija | Hala Tivoli, Ljubljana |

| Poročilo tekme      | Poročilo tekme | Poročilo tekme | Poročilo tekme | Poročilo tekme |
| ------------------- | -------------- | -------------- | -------------- | -------------- |
| Začetek: ni podatka |                |                |                |                |

| 5. marec 1969 | Avstrija | 3:1 | Italija | Hala Tivoli, Ljubljana |

| Poročilo tekme      | Poročilo tekme | Poročilo tekme | Poročilo tekme | Poročilo tekme |
| ------------------- | -------------- | -------------- | -------------- | -------------- |
| Začetek: ni podatka |                |                |                |                |

| 5. marec 1969 | Jugoslavija | 1:4 | Poljska | Hala Tivoli, Ljubljana |

| Poročilo tekme      | Poročilo tekme | Poročilo tekme | Poročilo tekme | Poročilo tekme |
| ------------------- | -------------- | -------------- | -------------- | -------------- |
| Začetek: ni podatka |                |                |                |                |

| 6. marec 1969 | Vzhodna Nemčija | 11:3 | Avstrija | Hala Tivoli, Ljubljana |

| Poročilo tekme      | Poročilo tekme | Poročilo tekme | Poročilo tekme | Poročilo tekme |
| ------------------- | -------------- | -------------- | -------------- | -------------- |
| Začetek: ni podatka |                |                |                |                |

| 6. marec 1969 | Poljska | 5:1 | Norveška | Hala Tivoli, Ljubljana |

| Poročilo tekme      | Poročilo tekme | Poročilo tekme | Poročilo tekme | Poročilo tekme |
| ------------------- | -------------- | -------------- | -------------- | -------------- |
| Začetek: ni podatka |                |                |                |                |

| 6. marec 1969 | Zahodna Nemčija | 5:1 | Italija | Hala Tivoli, Ljubljana |

| Poročilo tekme      | Poročilo tekme | Poročilo tekme | Poročilo tekme | Poročilo tekme |
| ------------------- | -------------- | -------------- | -------------- | -------------- |
| Začetek: ni podatka |                |                |                |                |

| 6. marec 1969 | Jugoslavija | 4:4 | Romunija | Hala Tivoli, Ljubljana |

| Poročilo tekme      | Poročilo tekme | Poročilo tekme | Poročilo tekme | Poročilo tekme |
| ------------------- | -------------- | -------------- | -------------- | -------------- |
| Začetek: ni podatka |                |                |                |                |

| 8. marec 1969 | Jugoslavija | 3:3 | Norveška | Hala Tivoli, Ljubljana |

| Poročilo tekme      | Poročilo tekme | Poročilo tekme | Poročilo tekme | Poročilo tekme |
| ------------------- | -------------- | -------------- | -------------- | -------------- |
| Začetek: ni podatka |                |                |                |                |

| 8. marec 1969 | Zahodna Nemčija | 8:0 | Avstrija | Hala Tivoli, Ljubljana |

| Poročilo tekme      | Poročilo tekme | Poročilo tekme | Poročilo tekme | Poročilo tekme |
| ------------------- | -------------- | -------------- | -------------- | -------------- |
| Začetek: ni podatka |                |                |                |                |

| 8. marec 1969 | Romunija | 5:2 | Italija | Hala Tivoli, Ljubljana |

| Poročilo tekme      | Poročilo tekme | Poročilo tekme | Poročilo tekme | Poročilo tekme |
| ------------------- | -------------- | -------------- | -------------- | -------------- |
| Začetek: ni podatka |                |                |                |                |

| 8. marec 1969 | Vzhodna Nemčija | 4:1 | Poljska | Hala Tivoli, Ljubljana |

| Poročilo tekme      | Poročilo tekme | Poročilo tekme | Poročilo tekme | Poročilo tekme |
| ------------------- | -------------- | -------------- | -------------- | -------------- |
| Začetek: ni podatka |                |                |                |                |

| 9. marec 1969 | Norveška | 10:2 | Italija | Hala Tivoli, Ljubljana |

| Poročilo tekme      | Poročilo tekme | Poročilo tekme | Poročilo tekme | Poročilo tekme |
| ------------------- | -------------- | -------------- | -------------- | -------------- |
| Začetek: ni podatka |                |                |                |                |

| 9. marec 1969 | Poljska | 3:2 | Zahodna Nemčija | Hala Tivoli, Ljubljana |

| Poročilo tekme      | Poročilo tekme | Poročilo tekme | Poročilo tekme | Poročilo tekme |
| ------------------- | -------------- | -------------- | -------------- | -------------- |
| Začetek: ni podatka |                |                |                |                |

| 9. marec 1969 | Romunija | 5:4 | Avstrija | Hala Tivoli, Ljubljana |

| Poročilo tekme      | Poročilo tekme | Poročilo tekme | Poročilo tekme | Poročilo tekme |
| ------------------- | -------------- | -------------- | -------------- | -------------- |
| Začetek: ni podatka |                |                |                |                |

| 9. marec 1969 | Jugoslavija | 1:6 | Vzhodna Nemčija | Hala Tivoli, Ljubljana |

| Poročilo tekme      | Poročilo tekme | Poročilo tekme | Poročilo tekme | Poročilo tekme |
| ------------------- | -------------- | -------------- | -------------- | -------------- |
| Začetek: ni podatka |                |                |                |                |

#### Lestvica
OT-odigrane tekme, z-zmage, n-neodločeni izidi, P-porazi, DG-doseženo goli, PG-prejeti goli, GR-gol razlika, T-točke.
| #  | Reprezentanca   | OT | Z | N | P | DG | PG | GR  | T  |
| -- | --------------- | -- | - | - | - | -- | -- | --- | -- |
| 7  | Vzhodna Nemčija | 7  | 7 | 0 | 0 | 62 | 13 | +49 | 14 |
| 8  | Poljska         | 7  | 6 | 0 | 1 | 31 | 13 | +18 | 12 |
| 9  | Jugoslavija     | 7  | 3 | 2 | 2 | 17 | 20 | -3  | 8  |
| 10 | Zahodna Nemčija | 7  | 4 | 0 | 3 | 28 | 16 | +8  | 8  |
| 11 | Norveška        | 7  | 2 | 2 | 3 | 26 | 35 | -9  | 6  |
| 12 | Romunija        | 7  | 2 | 1 | 4 | 24 | 36 | -12 | 5  |
| 13 | Avstrija        | 7  | 1 | 1 | 5 | 15 | 39 | -24 | 3  |
| 14 | Italija         | 7  | 0 | 0 | 7 | 10 | 41 | -31 | 0  |

- Vzhodnonemška in poljska reprezentanca sta se uvrstili v skupino A.
- Avstrijska in italijanska reprezentanca sta izpadli v skupino C.

### Skupina C
| 24. februar 1969 | Japonska | 3:4 | Bolgarija | Skopje |

| Poročilo tekme      | Poročilo tekme | Poročilo tekme | Poročilo tekme | Poročilo tekme |
| ------------------- | -------------- | -------------- | -------------- | -------------- |
| Začetek: ni podatka |                |                |                |                |

| 24. februar 1969 | Švica | 11:1 | Madžarska | Skopje |

| Poročilo tekme      | Poročilo tekme | Poročilo tekme | Poročilo tekme | Poročilo tekme |
| ------------------- | -------------- | -------------- | -------------- | -------------- |
| Začetek: ni podatka |                |                |                |                |

| 24. februar 1969 | Nizozemska | 4:3 | Danska | Skopje |

| Poročilo tekme      | Poročilo tekme | Poročilo tekme | Poročilo tekme | Poročilo tekme |
| ------------------- | -------------- | -------------- | -------------- | -------------- |
| Začetek: ni podatka |                |                |                |                |

| 25. februar 1969 | Švedska | 8:0 | Nizozemska | Skopje |

| Poročilo tekme      | Poročilo tekme | Poročilo tekme | Poročilo tekme | Poročilo tekme |
| ------------------- | -------------- | -------------- | -------------- | -------------- |
| Začetek: ni podatka |                |                |                |                |

| 26. februar 1969 | Madžarska | 5:3 | Bolgarija | Skopje |

| Poročilo tekme      | Poročilo tekme | Poročilo tekme | Poročilo tekme | Poročilo tekme |
| ------------------- | -------------- | -------------- | -------------- | -------------- |
| Začetek: ni podatka |                |                |                |                |

| 26. februar 1969 | Japonska | 11:1 | Danska | Skopje |

| Poročilo tekme      | Poročilo tekme | Poročilo tekme | Poročilo tekme | Poročilo tekme |
| ------------------- | -------------- | -------------- | -------------- | -------------- |
| Začetek: ni podatka |                |                |                |                |

| 27. februar 1969 | Nizozemska | 7:5 | Bolgarija | Skopje |

| Poročilo tekme      | Poročilo tekme | Poročilo tekme | Poročilo tekme | Poročilo tekme |
| ------------------- | -------------- | -------------- | -------------- | -------------- |
| Začetek: ni podatka |                |                |                |                |

| 27. februar 1969 | Japonska | 6:3 | Madžarska | Skopje |

| Poročilo tekme      | Poročilo tekme | Poročilo tekme | Poročilo tekme | Poročilo tekme |
| ------------------- | -------------- | -------------- | -------------- | -------------- |
| Začetek: ni podatka |                |                |                |                |

| 27. februar 1969 | Švica | 9:0 | Danska | Skopje |

| Poročilo tekme      | Poročilo tekme | Poročilo tekme | Poročilo tekme | Poročilo tekme |
| ------------------- | -------------- | -------------- | -------------- | -------------- |
| Začetek: ni podatka |                |                |                |                |

| 28. februar 1969 | Japonska | 11:0 | Nizozemska | Skopje |

| Poročilo tekme      | Poročilo tekme | Poročilo tekme | Poročilo tekme | Poročilo tekme |
| ------------------- | -------------- | -------------- | -------------- | -------------- |
| Začetek: ni podatka |                |                |                |                |

| 1. marec 1969 | Madžarska | 4:1 | Danska | Skopje |

| Poročilo tekme      | Poročilo tekme | Poročilo tekme | Poročilo tekme | Poročilo tekme |
| ------------------- | -------------- | -------------- | -------------- | -------------- |
| Začetek: ni podatka |                |                |                |                |

| 1. marec 1969 | Švica | 11:3 | Bolgarija | Skopje |

| Poročilo tekme      | Poročilo tekme | Poročilo tekme | Poročilo tekme | Poročilo tekme |
| ------------------- | -------------- | -------------- | -------------- | -------------- |
| Začetek: ni podatka |                |                |                |                |

| 2. marec 1969 | Bolgarija | 4:2 | Danska | Skopje |

| Poročilo tekme      | Poročilo tekme | Poročilo tekme | Poročilo tekme | Poročilo tekme |
| ------------------- | -------------- | -------------- | -------------- | -------------- |
| Začetek: ni podatka |                |                |                |                |

| 2. marec 1969 | Madžarska | 13:1 | Nizozemska | Skopje |

| Poročilo tekme      | Poročilo tekme | Poročilo tekme | Poročilo tekme | Poročilo tekme |
| ------------------- | -------------- | -------------- | -------------- | -------------- |
| Začetek: ni podatka |                |                |                |                |

| 2. marec 1969 | Švica | 2:5 | Japonska | Skopje |

| Poročilo tekme      | Poročilo tekme | Poročilo tekme | Poročilo tekme | Poročilo tekme |
| ------------------- | -------------- | -------------- | -------------- | -------------- |
| Začetek: ni podatka |                |                |                |                |

#### Lestvica
OT-odigrane tekme, z-zmage, n-neodločeni izidi, P-porazi, DG-doseženo goli, PG-prejeti goli, GR-gol razlika, T-točke.
| #  | Reprezentanca | OT | Z | N | P | DG | PG | GR  | T |
| -- | ------------- | -- | - | - | - | -- | -- | --- | - |
| 15 | Japonska      | 5  | 4 | 0 | 1 | 36 | 10 | +26 | 8 |
| 16 | Švica         | 5  | 4 | 0 | 1 | 41 | 9  | +32 | 8 |
| 17 | Madžarska     | 5  | 3 | 0 | 2 | 26 | 22 | +4  | 6 |
| 18 | Nizozemska    | 5  | 2 | 0 | 3 | 12 | 40 | -28 | 4 |
| 19 | Bolgarija     | 5  | 2 | 0 | 3 | 19 | 28 | -9  | 4 |
| 20 | Danska        | 5  | 0 | 0 | 5 | 7  | 32 | -25 | 0 |

- Japonska in švicarska reprezentanca sta se uvrstili v skupino B.

## Končni vrstni red
1. Sovjetska zveza
2. Švedska
3. Češkoslovaška
4. Kanada
5. Finska
6. ZDA
7. Vzhodna Nemčija
8. Poljska
9. Jugoslavija
10. Zahodna Nemčija
11. Norveška
12. Romunija
13. Avstrija
14. Italija
15. Japonska
16. Švica
17. Madžarska
18. Nizozemska
19. Bolgarija
20. Danska